# Trugny (Ardennes)
Pour les articles homonymes, voir Trugny.
Trugny est une localité de Thugny-Trugny et une ancienne commune française, située dans le département des Ardennes en région Grand Est. 

## Histoire
Elle fusionne avec la commune de Thugny, en 1829, pour former la commune de Thugny-Trugny.

## Politique et administration
| Période                                  | Période | Identité | Étiquette | Qualité |
| ---------------------------------------- | ------- | -------- | --------- | ------- |
| Les données manquantes sont à compléter. |         |          |           |         |
|                                          |         |          |           |         |

## Démographie
| 1793 | 1800 | 1806 | 1821 |
| ---- | ---- | ---- | ---- |
| 284  | 295  | 319  | 294  |

Histogramme

(élaboration graphique par Wikipédia)